# Pseudoderopeltis montana
Pseudoderopeltis montana är en kackerlacksart som beskrevs av Karlis Princis 1963. Pseudoderopeltis montana ingår i släktet Pseudoderopeltis och familjen storkackerlackor. Inga underarter finns listade i Catalogue of Life.